# Weinmannia trichosperma
El tineo, tenío o palo santo (Weinmannia trichosperma) es una especie botánica de árbol perennifolio en la familia de las Cunoniaceae, es endémica de sitios boscosos húmedos cordilleranos de Chile y de Argentina: 35° a 47° lat. S, en Chile crece desde la provincia de Talca (VII región) hasta la península de Taitao (XI región). 

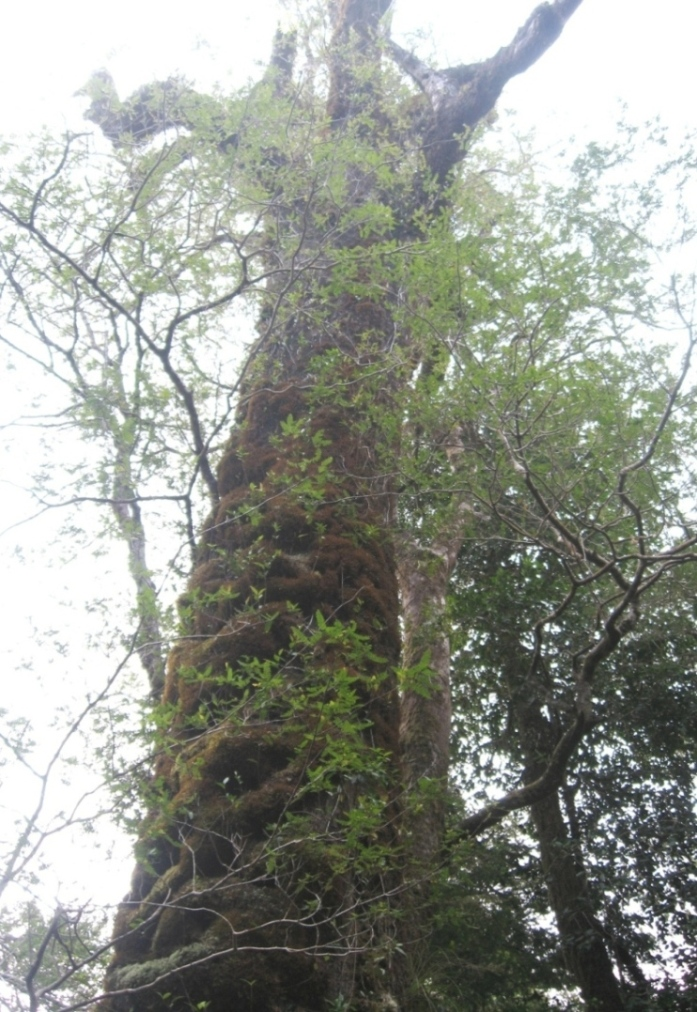
detalle del tronco

## Descripción
Puede medir 30 m de altura y 1 m de diámetro. Tronco recto, con corteza gris y fisurada, usada para extraer tanino. Las hojas compuestas opuestas, muy brillantes en el haz y verde glauco en el envés, imparipinnadas, coriáceas, entre cada foliolo hay alas triangulares dando a cada par un contorno romboide; tiene en la base de hojas 2 estípulas caedizas. Lámina de 2-8 x 2-4 cm, foliolos 0,6-1,6 x 0,6-1 cm, aserrados. Tiene hábito de crecimiento de follaje ralo y amplio.
Las flores hermafroditas, blancas y en racimos . El cáliz 4-5 sépalos, imbricados; corola compuesta 3-5 pétalos; androceo 8-10 estambres; gineceo de ovario súpero y 2 estilos de estigmas blancos. 
El fruto es una cápsula coriácea, bipartida, obovada, en otoño pasa a color rojo oscuro vistoso, 6-9 x 2 mm, apertura por medio, entre los estilos. Semillas elipsoides, pardas claras, con pelos blancos esparcidos, pequeñas 1 x 0,6 mm .

## Principios activos
El tineo posee un poco más de 20 metabolitos secundarios, principalmente polifenoles.

## Usos y cultivo
El tanino de su corteza se utiliza para curtir pieles. 
Uso como flora apícola, sus flores las usan las abejas introducidas de Europa para hacer una deliciosa miel. 
Su madera es muy bella y dura. Es muy frecuentemente plantado en parques y jardines de Chile y Argentina. Prospera en sitios húmedos y frescos; por esa razón se desarrolla exitosamente como ornamental en Irlanda del Norte, Escocia, algunas partes de Inglaterra y en la costa norte del Pacífico de Estados Unidos.
En la medicina tradicional mapuche como infusión o decocto, además en la antigüedad se utilizaba como ungüentos para el tratamiento de heridas de animales.[cita requerida]

## Taxonomía
Weinmannia trichosperma fue descrita por Antonio José de Cavanilles y publicado en Icones et Descriptiones Plantarum 6: 45, pl. 567. 1801.

#### Etimología
Ver: Weinmannia
trichosperma: epíteto latino que significa "semillas pilosas".

## Nombres comunes
Los nombres vulgares tenío, teniú, tineo y tiñel son castellanizaciones del nombre mapuche teniw.